# Albert del Rosario

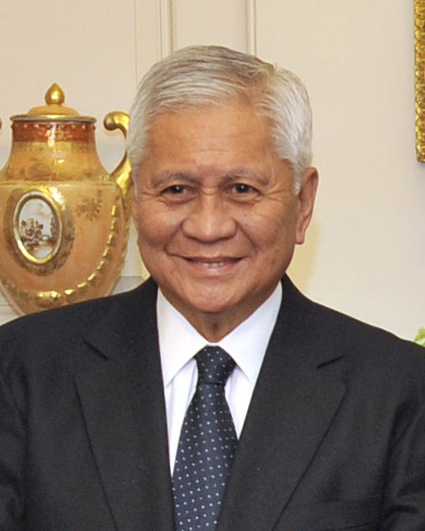
Albert del Rosario (2012)

Albert del Rosario (* 14. November 1939 in Manila; † 18. April 2023) war ein Politiker und amtierender Außenminister der Philippinen.

## Werdegang
Albert del Rosario studierte Wirtschaft in New York und war von 2001 bis 2006 Botschafter in den USA. Am 24. Februar 2011 wurde er zum interimistischen Außenminister ernannt, am 2. März 2011 übernahm er das Amt endgültig.
Zu den wichtigsten Herausforderungen seines Amtes gehörten der schwelende Territorialstreit mit der Volksrepublik China um die Spratly-Inseln, den er auf einem Treffen der Außenminister der ASEAN auf Bali im Juli 2011 thematisierte. Wenige Tage davor hatte China den Vorschlag abgelehnt, mit dem Konflikt den Internationalen Seegerichtshof zu befassen.